# Jorge Magano Rodríguez
Jorge Magano Rodríguez (Madrid, 10 de octubre de 1976) es un licenciado en Historia del Arte, radiocomunicador, guionista y escritor.

## Biografía
Jorge Magano fue guionista y colaborador del programa de radio Cine M80 en M80 Radio. Desde el año 2005 trabaja en el Museo Thyssen Bornemisza y en la dirección del espacio BSO en la emisora en línea Radiocine. Además  presenta la sección Lugares con encanto en el programa El Dancepertador de Fórmula Hit y sus participaciones en conferencias, cursos y ciclos de la Universidad Complutense de Madrid.
En televisión ha trabajado en los guiones de la serie Ángel o demonio emitida por Telecinco.
En febrero de 2009 publicó Fabuland (Espasa-Calpe), una novela juvenil ambientada en el mundo de los videojuegos de rol.

## Premios
En 2014 ganó el Primer Premio Literario Amazon Storyteller con su novela La mirada de piedra.

## Publicaciones
- La Isis dorada (Jaime Azcárate I) (2007)
- Fabuland (2009)
- El chico que no miraba a los ojos (2010)
- Donde nacen los milagros (Jaime Azcárate II) (2012)
- Museum (2013)
- La mirada de piedra (Jaime Azcárate III) (2014). Novela ganadora del I concurso literario de autores 'indie'[3][4][5]
- Mar Bayo (Jaime Acárate IV) (2017)
- El guardián de los cielos (Jaime Azcárate V) (2020)